# Double M Radio Fantasy
Double M Radio Fantasy - RADIO FANTASY è una radio calabrese nata nel 1981 a Monasterace. È un brand del Gruppo Editoriale ASMEDIA della Rete Unica S.r.l., società facente capo all'imprenditore Adriano Scrivo.

## Frequenza e copertura
Ci si può collegare alla radio alla frequenza 103,1 MHz 103,2 e 106,0.
La radio può essere ascoltata in FM nella Locride, nella costa catanzarese, nelle Serre  e nella provincia di Vibo Valentia. Attua il proprio sistema MCN per l'ascolto globale in streaming.